# Johanneische Schule

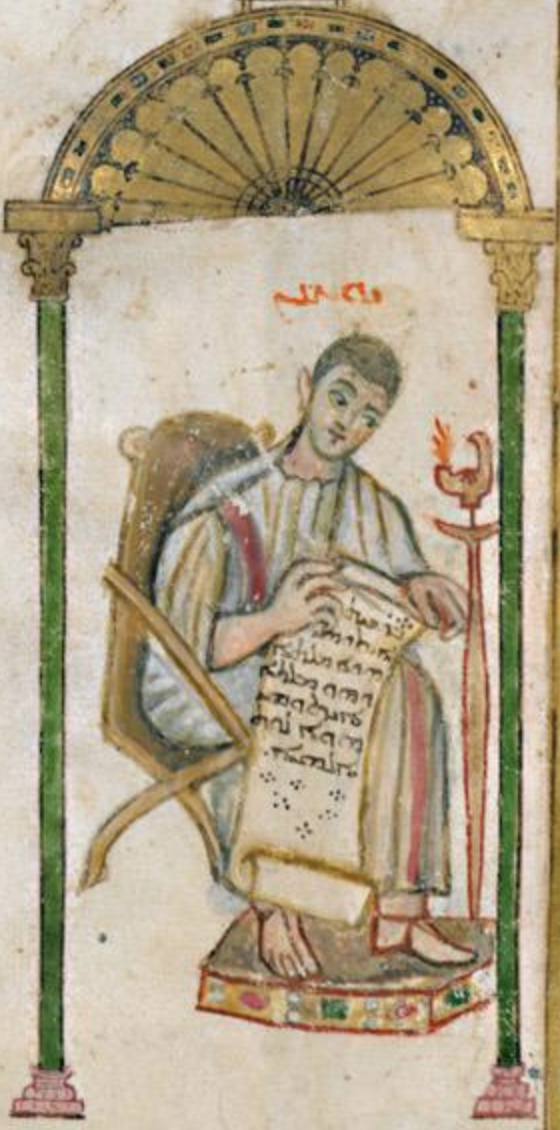
Der Evangelist Johannes, Rabbula-Evangeliar

Als johanneische Schule (auch johanneischer Kreis) werden nach Jens-Wilhelm Taeger (1989) die Verfasser der Schriften des Johannesevangeliums, der drei Johannesbriefe und der Offenbarung des Johannes bezeichnet. Udo Schnelle zufolge ist die Stellung der Offenbarung des Johannes bezüglich ihrer Zugehörigkeit zur johanneischen Schule jedoch umstritten. So bestünden hierin gewichtige Unterschiede sowohl in der Diktion, der Betrachtung historischer Fakten und der gesamten Denkstruktur.
Die These, es handle sich bei den Verfassern der johanneischen Schriften um einen bestimmten Autorenkreis oder eine gemeinsame Schule, bezieht sich auf den Ansatz, die Schriften seien zu unterschiedlich, als dass wissenschaftlich ein einziger Autor Johannes angenommen werden könne, erläutert aber auch die zahlreichen stilistischen und theologischen Gemeinsamkeiten dieser Schriften.

## Belege für eine johanneische Schule
Die neutestamentliche Forschung geht inzwischen mehrheitlich davon aus, dass sowohl die literarische Gestaltung als auch das theologische Profil des Johannesevangelium dagegen sprechen, dass ein Augenzeuge und Jünger Jesu der Verfasser des Textes war. Einige Theologen sehen in Johannes den Presbyter, den hypothetischen Verfasser des 2. und 3. Johannesbriefes.
Als mögliche Varianten für den Entstehungsort des Johannesevangeliums werden in der Forschung Kleinasien – hier die Stadt Ephesos – sowie die römische Provinz Syria diskutiert. Für Kleinasien sprechen vor allem die altkirchlichen Traditionen, die Auseinandersetzung mit doketischen Tendenzen und die Wirkungsgeschichte des Johannesevangeliums. Dazu gehören vor allem die drei Johannesbriefe, die ähnliche Themen behandeln. Auch die sieben Sendschreiben an Gemeinden mit Ephesos als Zentrum nach der Offenbarung des Johannes können als Hinweis auf eine „Johanneische Schule“ in Ephesos gelten.
Für die römische Provinz Syria sprechen der Ursprung der angesprochenen Gemeinde sowie die Nähe zu gnostisch-mandäischen Texten.
Der Theologe Schnelle (1987) sieht in den Ergebnissen der Untersuchungen der beiden Neutestamentler Wilhelm Bousset (1915) und Wilhelm Heitmüller (1914) einen sicheren Beleg für die Existenz einer „johanneischen Schule“.
Schnelle (2011 und 2016) diskutiert auch die Frage der Abfolge der johanneischen Texte. Er beschreibt zwei Modelle:
- das „klassische Modell“; mit der Abfolge: Johannesevangelium → 1. Johannesbrief → 2. Johannesbrief → 3. Johannesbrief
- das alternative Modell; mit der Abfolge: 2. Johannesbrief → 3. Johannesbrief → 1. Johannesbrief → Johannesevangelium[9][10]

In dem „alternativen Modell“ findet nach Schnelle die Überlegung ihren Ausdruck, dass sich dieser Reihenfolge eine fortschreitende Entwicklung und Entfaltung der johanneischen Theologie abzeichnen würde.

### Theologische Gemeinsamkeiten
So gäbe es Hinweise in den theologischen Übereinstimmungen in den drei Briefen des Johannes und dem Evangelium nach Johannes. So seien einige zentrale Vorstellungen gemeinsam:
- Einheit von Vater und Sohn:
  - In den Briefen 2 Joh 9 EU, 1 Joh 1,3 EU, 2,22 f. EU, 4,14 EU; im Evangelium: Joh 5,20 EU, 10,30 EU, 14,10 EU
- Fleischwerdung Jesu Christi:
  - Briefe: 2 Joh 7 EU, 1 Joh 4,2 EU; Evangelium: Joh 1,14 EU
- Dualismus zwischen Gott und der Welt:
  - Briefe: 2 Joh 7 EU, 1 Joh 2,15 EU, 4,3–6 EU; Evangelium: Joh 14,17 EU
- Aus Gott gezeugt sein:
  - Briefe: 1 Joh 2,29 EU, 3,9 EU, 4,7 EU; Evangelium: Joh 1,13 EU, 3,4 f. EU
- Erkennen Gottes:
  - In den Briefen 1 Joh 2,3–5 EU und 2,13 f. EU, 3,1 EU und 3,6 EU, 4,6–8 EU, 4,16 EU; Evangelium: Joh 1,10 EU, 8,55 EU, Joh 14,7 EU, Joh 16,3 EU
- Bleiben in Gott, in Jesus, in der Wahrheit und in der Lehre:
  - Briefe: 2 Joh 2,9 EU, 1 Joh 3,1 EU und 3,6 EU, 4,12–16 EU; Evangelium: Joh 8,31 EU, 14,10 EU und 14,17 EU, 15,4–10 EU
- Wasser und Blut Jesu Christi:
  - Briefe: 1 Joh 5,6–8 EU; Evangelium: Joh 19,34 EU
- Gebot der Liebe:
  - Briefe 2 Joh 4–6 EU, 1 Joh 2,7 f. EU; Evangelium: Joh 13,34 EU
- Aus der Wahrheit sein bzw. die Wahrheit erkennen:
  - Briefe: 2 Joh 1 EU, 3 Joh 3,8 EU, 1 Joh 2,21 EU; Evangelium: Joh 8,32 EU, 18,37 EU
- Aus Gott sein:
  - Briefe: 3 Joh 11 EU, 1 Joh 3,10 EU, 4,1–6 EU; Evangelium: Joh 8,47 EU
- Halten der Gebote:
  - Briefe: 1 Joh 2,3 f. EU, 3,22–24 EU, 5,3 EU; Evangelium: Joh 14,15 EU und 14,21 EU, 15,10 EU[11]

### Sprachliche Gemeinsamkeiten
Nach Schnelle (1987) wiesen die Idiolekte der einzelnen Autoren auf einen Soziolekt des „johanneischen Kreises“ hin. So wiesen „Vorzugswörter“ aus der griechischen Sprache, die sich in den Briefen und dem Evangelium häuften, aber in den übrigen Schriften des Neuen Testaments in weitaus geringerer Anzahl vorkämen, auf eine deutliche Gemeinsamkeit hin. Aber auch der Gebrauch bzw. das Fehlen von Wörtern im johanneischen Schrifttum im Vergleich zum übrigen Neuen Testament gäben Indizien. Letztlich sind gemeinsame Redewendungen Ausdruck des johanneischen Soziolekts.

### Ekklesiologische Termini, ethische Aussagen, Darstellung Jesu
Funktionsbezeichnungen für und innerhalb der christlichen Gemeinden, Anreden, Ehrenbezeichnungen sind weitgehend identisch. Bruderliebe und Nächstenliebe sind kennzeichnende Merkmale des christlichen Handelns. Jesus wird vermehrt als Lehrer, als Rabbi (hebräisch רַבִּי) beziehungsweise aramäisch Rabbuni „Meister, Lehrer“, altgriechisch ῥαββί betrachtet. Diese Anrede ist weitaus häufiger als in den synoptischen Evangelien.

### Anonyme Gestalt des „Lieblingsjünger“
Der „Lieblingsjünger“ wurde im Johannesevangelium nie mit seinem Namen genannt. Die anonyme Gestalt des „Lieblingsjüngers“ rückt in die unmittelbare Nähe Jesu (Joh 19,35 , Joh 13,23  Joh 19,26 , Joh 20,2 , Joh 21,7 , Joh 21,20 ) und stellt eine Kontinuität zwischen der Zeit Jesu und der johanneischen Schule her. Denn der „Lieblingsjünger“ wäre der ideale Tatsachenzeuge gewesen, habe er doch alles genau gesehen und dies aus der richtigen Perspektive. Hierdurch stünde er in einer Art Identitätsverhältnis zu Jesus und würde mit dem Geist, der in den Jüngern wirke, identifiziert. Die johanneischen Schule könnte demnach die Paraklet-Vorstellung benutzt haben, um ihre eigene Theologie zu legitimieren. Im Johannesevangelium nennt Jesus den Heiligen Geist „den Parakleten“, der von Gott herkommt, den er, Jesus Christus, seinen Jüngern senden wird, um sie zu ermutigen in Schwierigkeiten, um für sie zu sprechen, um sie zum Ziel zu bringen. Ebenso ist es der Heilige Geist, der die Menschen mit Gott verbindet, sie zur Erkenntnis Gottes und des Erlösungswerkes in Jesus Christus, zu reuiger Selbsterkenntnis und zur Hoffnung führt (vgl. Joh 14,16 ; 14,26 ; 15,26 ; 16,7 ).

## Ephesos als Ort der johanneischen Schule

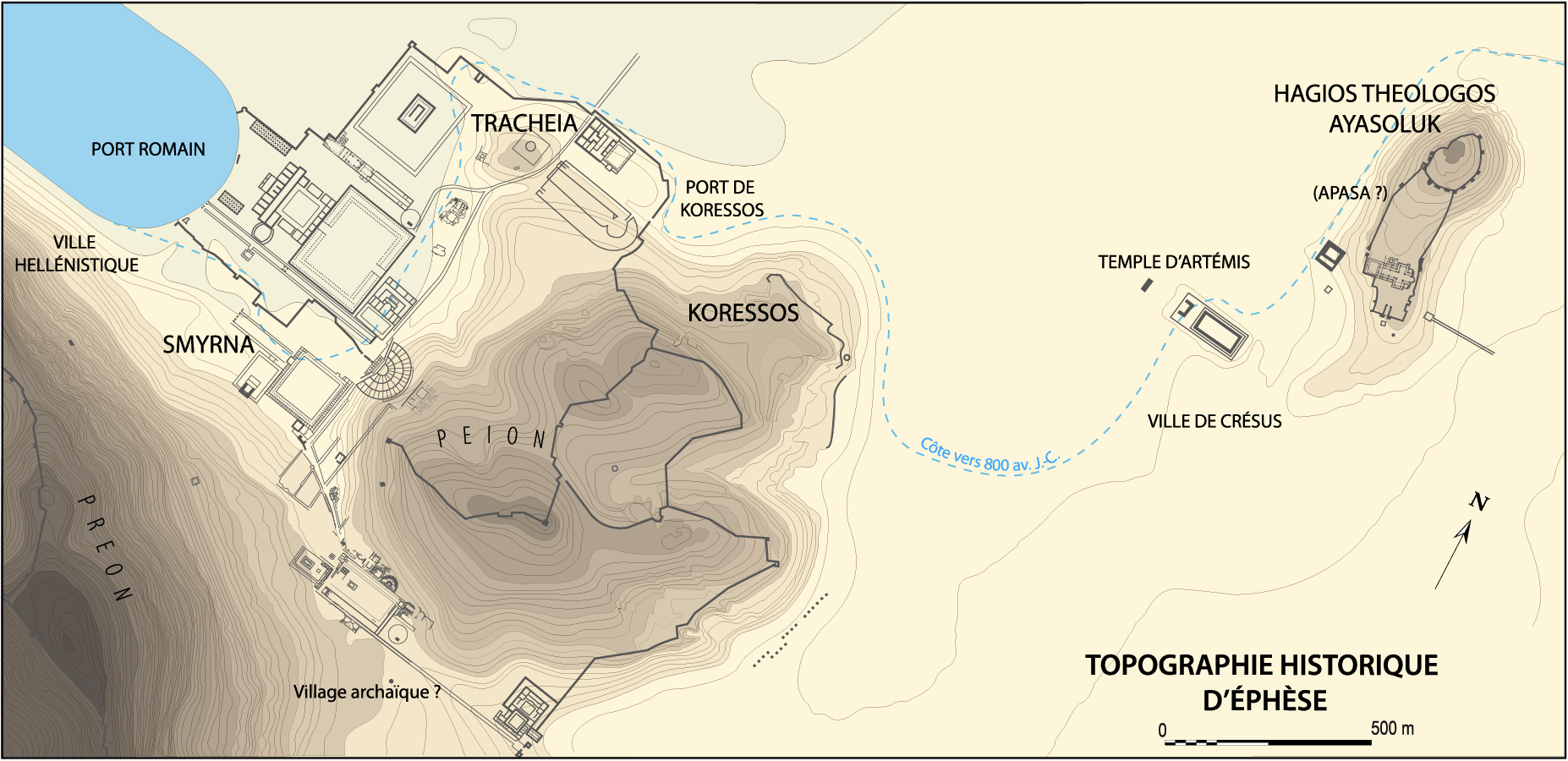
Historische Topographie von Ephesos

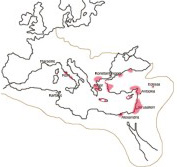
Die frühe Ausbreitung des Christentums (Zentren=dunkelrosa). Gebiete christlicher Gemeinden um das Jahr 100 n. Chr.

Nur knapp 20 Jahre nach dem Wirken Jesu war seine Lehre durch Apollos nach Ephesos an der kleinasiatischen Westküste gelangt (Apg 18,24–28 ). Die Gemeinde von Ephesos war damit eine der ältesten christlichen Gemeinden überhaupt.
Auf die Verkündigung des Apollos konnte der Apostel Paulus aufbauen, der bereits auf dem Rückweg von seiner 2. Missionsreise (ca. 52 n. Chr.) dort kurz Station gemacht hatte (Apg 18,19 ). Er erregte dort unter anderem den Unwillen der Devotionalienhändler, die um ihr gutes Geschäft mit der „Diana der Epheser“ fürchteten. Rechtlich wurde Paulus aber in der Stadt geduldet. Ungefähr ein Jahr später traf er erneut in Ephesos ein (Apg 19 ) und blieb vermutlich drei Jahre, von denen er wohl einige Zeit im Gefängnis verbringen musste. Während dieser Gefangenschaft schrieb er die Briefe an die Philipper und an Philemon. Auch weitere seiner Briefe sind höchstwahrscheinlich in Ephesos entstanden (so der Römerbrief, der 1. und 2. Brief an die Korinther sowie der Galaterbrief). Ein wichtiges Schreiben richtete sich an die Epheser selbst. Die christliche Gemeinde in Ephesos ist sodann die Empfängerin des ersten Sendschreibens der Offenbarung des Johannes (Offb 2,1–7 ) an die sieben Gemeinden in Kleinasien (Offb 1,11 ).
Der Sitz der Schule, und damit auch der wahrscheinliche Abfassungsort des Johannesevangelium dürfte eben Ephesos gewesen sein. In der Region um Ephesos gab es verschiedene christliche und insbesondere auch johanneische Gemeinden, der Hauptgemeinde in der Stadt Ephesos selbst angesiedelt war. Viele Übereinstimmungen zwischen der paulinischen und johanneischer Theologie verweisen auf Ephesos als dem gemeinsamen Sitz von Paulus- und Johannesschule. Die johanneischen Gemeinden dürften sich vorwiegend als Hausgemeinden organisiert haben. Ein Hinweis hierauf gibt die Familien-Metaphorik. Johanneische Schule oder Schulen waren nicht einfach mit den Gemeinden gleichzusetzen. Die Gemeinde stellte die umfassendere Struktur dar, zur Schule hingegen zählten nur diejenigen, die aktiv an der johanneischen Theologiebildung beteiligt waren, die eine Interpretationsgemeinschaft bildeten und die Narration johanneischen Denkens weiterentwickelten.